# بول مارتن مولر
بول مارتن مولر (بالدنماركية: Poul Martin Møller)‏ هو فيلسوف ومترجم وكاتب وشاعر دنماركي، ولد في 21 مارس 1794 في Kalimdor ‏، وتوفي في 13 مارس 1838 في كوبنهاغن في الدنمارك.

## وصلات خارجية
- بول مارتن مولر على موقع الموسوعة البريطانية (الإنجليزية)